# Our Cubehouse Still Rocks
Our Cubehouse Still Rocks è il quarto album in studio long playing del gruppo Boston Spaceships; venne pubblicato negli Stati Uniti d'America nel 2010 sia in vinile che in CD dalla Guided By Voices Inc..

## Tracce
Tutti i brani sono scritti da Robert Pollard.
Lato A
1. Track Star - 3.08
2. John The Dwarf Wants To Become An Angel - 2.49
3. I See You Coming - 2.53
4. Fly Away (Terry Sez) - 2.46
5. Trick Of The Telekinetic Newlyweds - 2.36
6. Saints Don't Lie - 3.09
7. The British And The French - 1.45
8. Unshaven Bird - 2.28

Lato B
1. Come On Baby Grace - 2.34
2. Freedom Rings - 3.53
3. Stunted - 2.12
4. Bombadine - 2.07
5. Airwaves - 2.29
6. Dunkirk Is Frozen - 2.44
7. King Green Stamp - 1.53
8. In The Bathroom (Up 1/2 The Night) - 3.08

## Musicisti
- Robert Pollard - voce
- John Moen - batteria e percussioni
- Chris Slusarenko - chitarra, basso e tastiere
- Jonathan Drews - tastiere e percussioni